# イオン易動度分光測定式探知器

ドリフト領域を通過するイオン化した分子

イオン易動度分光測定式探知器（イオンえきどうどぶんこうそくていしきたんちき、英: Ion mobility spectrometer）とは、63Niなどのベータ線源を使用して大気中の分子をイオン化させた物をドリフト領域を通過させることにより、移動時間とシグナル強度のグラフであるプラズマグラムを測定し、その易動度の差から分子の種類を同定する装置である。

## 概要
爆発物探知機、麻薬探知機、化学兵器探知機として用いられている。複数の化学物質が混合している通常の大気に対して30秒程度で検査することが可能であり即答性が高い。使用目的により空港などに設置して手荷物検査に活用する据え置き型の物からフィールド検査を行うための携帯型までいろいろな種類が市販されている。
爆薬、麻薬、化学兵器などの特定の目的に特化した装置ではプラズマグラム上の移動時間のデータベースを用意しておくことで、爆薬や薬物の種類を自動的に同定して数種の特定化合物に対してアラームを鳴らすことのできるようにした操作が簡易化されたシステムが開発されている。